# 波普拉夫卡 (科托夫斯克區)
47°37′27″N 29°45′12″E / 47.62417°N 29.75333°E
波普拉夫卡（烏克蘭語：Поплавка）是位於烏克蘭西南部的村莊，由敖德萨州波季利斯克区的庫亞利尼克市鎮負責管轄。該村始建於1730年，面積0.46平方公里，海拔高度112米，2001年人口64，人口密度每平方公里139.13人。